# ヤン・ダイケマ
ヤン・ダイケマ（オランダ語: Jan Dijkema、1944年9月23日 - ）は、オランダ出身の元スピードスケート選手。政治家。元国際スケート連盟会長。

## 経歴
フローニンゲン大学卒業後、1994年まで労働党の議員として活動した。
国際スケート連盟に所属し、同連盟のスピードスケート部門副会長などを経て2016年にオッタビオ・チンクアンタ会長の後任として同連盟会長に就任、2022年まで務めた。